# Habibullo Abdusamatov
Habibullo Ismailovich Abdusamatov (Dr. Sci.) (en ruso: cirílico Хабибулло Исмаилович Абдусаматов; iniciales transiteradas H.I. o K.I (27 de octubre de 1940, Samarcanda, Uzbekistán, ex Unión Soviética) es un astrofísico ruso de origen uzbeko. Es supervisor de Astrometría, proyecto de la Sección Rusa de la Estación Espacial Internacional, y director del Laboratorio de Estudios Espaciales de San Petersburgo Observatorio de Púlkovo de la Academia de Ciencias de Rusia. Tiene evidencias que el calentamiento global es causado principalmente por los procesos naturales.

## Carrera
Desde 1964, el Dr. Abdusamatov ha trabajado en el Observatorio de Púlkovo, como aprendiz de investigador, doctorando, investigador Jr., investigador Sr., investigador líder, y luego director del Laboratorio de Investigación Espacial. Pasó a director del Sector de Estudios Espaciales del Observatorio de Púlkovo, y director del Proyecto de Selenometría del segmento ruso de la Estación Espacial Internacional.

## Conjeturas climáticas, y predicciones

### Variaciones solares
Abdusamatov presentó artículos en las cuarta y novena Conferencias Internationales de Cambio Climático. Abdusamatov afirma que 

"el calentamiento global no resulta de la emisión de gases de efecto invernadero a la atmósfera, sino a partir de un nivel inusualmente alto de radiación solar y un largo, de casi todo el siglo pasado - crecimiento en su intensidad."

 Ese punto de vista conjetural, contradice la conjetura científica sobre el cambio climático antropogénico. Ha afirmado que 

"los calentamientos globales paralelos -observados simultáneamente- en Marte, en la Luna, y en la Tierra- sólo pueden ser una consecuencia lineal del efecto de un mismo factor: un largo tiempo de cambio en la irradiancia solar."

Esas afirmaciones conjeturales, del mismo rango científico que las opuestas conjeturas consensuadas, no es aceptada por una parte de la comunidad científica, algunos de los cuales han declarado que "la conjetura no es apoyada por la teoría, ni por las observaciones" y que "no tiene sentido físico."
Al comparar enfriamientos-calentamientos diarios Luna-Tierra, Abdusamatov sostiene que la atmósfera actúa de forma diferente a partir de un invernadero cubierto, declarando 

"atribuir propiedades de efecto invernadero, a la atmósfera de la Tierra no está justificada científicamente."

 Afirma, además, que "gases calentados por el efecto invernadero, que se vuelven más ligeros, como resultado de la expansión, ascienden a la atmósfera sólo para ceder el calor absorbido hacia el exterior." _ Ha declarado que se necesita más trabajo para modelar el efecto. Sin embargo, este efecto no puede suceder debido a que el camino libre medio de las moléculas en la atmósfera es muy corto, y la transferencia de energía por colisiones y la prevención de gases de efecto invernadero de retener el exceso de energía que absorben.

### Pequeña Edad de Hielo delsigloXXI
A principios de 2012, Abdusamatov predijo el inicio de una nueva "miniglaciación", comenzando en 2014 y pasando a más grave en torno al 2055. Su predicción ganó fuerza, en la prensa, después del duro invierno boreal 2013 / 2014. Abdusamatov, en 2012, cuantificó una tendencia a la baja irradiancia solar total (TSI) y predijo más disminución, bicentenial de la TSI. En 2013, Abdusamatov predijo enfriamiento global, debido a una declinación de la Irradiancia Total Solar, y evidencia de una disminución de Tº globales. Y ha modelado el mínimo de Maunder hacia el 2043, y el máximo de enfriamiento hacia una nueva Pequeña Edad de Hielo alrededor del 2060.

## Algunas publicaciones
- Abdussamatov, H. I. (2004). Space solar limbograph.  En Corbett, Ian F., ed. «Multi-Wavelength Investigations of Solar Activity». Proc. of the International Astronomical Union 2004 (AUS223) (Cambridge University Press). pp. 605-606. doi:10.1017/S1743921304006969.

- Abdusamatov, H. I. (2006). «Space-based solar limbograph». J. of Optical Technology 73 (4): 242-244. doi:10.1364/JOT.73.000242.

- Abdusamatov, Habibullo I. (febrero de 2012). «Bicentennial Decrease of the Total Solar Irradiance Leads to Unbalanced Thermal Budget of the Earth and the Little Ice Age». Applied Physics Research 4 (1). ISSN 1916-9639. doi:10.5539/apr.v4n1p187.

- Habibullo Ismailovich Abdusamatov. 2008. Методы обеспечения термостабильности космического телескопа—солнечного лимбографа (Métodos para asegurar la estabilidad térmica del telescopio espacial, limbografía solar). Con Evgeniy Vladimirovich Lapovok, Sergey Ivanovich Hankov. Ed. Изд-во Политехн. ун-та, 195 pp. ISBN 5742218230, 9785742218234

- Abdusamatov, H. I. (2013). «Grand Minimum of the Total Solar Irradiance Leads to the Little Ice Age». J. of Geology & Geosciences 2 (2). ISSN 2329-6755. doi:10.4172/2329-6755.1000113.